# Kaspar Cruciger Starszy
Kaspar Cruciger Starszy (ur. 1 stycznia 1504 w Lipsku, zm. 16 listopada 1548 w Wittenberdze) – niemiecki duchowny i teolog luterański, sekretarz i współpracownik Marcina Lutra.
Kaspar Cruciger w 1513 roku podjął studia na Uniwersytecie w Lipsku, gdzie był świadkiem dysputy pomiędzy Lutrem a Janem Eckiem. W 1521 roku podjął studia teologiczne na Uniwersytecie w Wittenberdze, gdzie studiował także matematykę i botanikę. W 1525 roku został rektorem szkoły św. Jana i pastorem w Magdeburgu, jednak w 1528 roku powrócił do Wittenbergi gdzie został profesorem teologii i pastorem w kościele zamkowym w Wittenberdze, którym, z krótkimi przerwami, pozostał aż do śmierci. Pomagał Lutrowi w tłumaczeniu Biblii, brał udział w dysputach teologicznych i dawał instrukcję, gdy Filip Melanchton i inni musieli wyjechać. Był jednym z sygnatariuszy Artykułów Szmalkaldzkich. Z pomocą Friedricha Myconiusa w 1539 roku wprowadził reformację w Lipsku. Rada miejska chciała, żeby pozostał, jednak Luter przyzwał go z powrotem do Wittenbergi. Jego ostatnie lata były naznaczone piętnem I wojny szmalkaldzkiej i Interim augsburskiego. Pisał prace z zakresu egzegezy i teologii dogmatycznej, z których większość opublikowano po jego śmierci.